# 東てる美
東 てる美（あずま てるみ、1956年〈昭和31年〉8月12日 - ）は、日本の女優、実業家。本名、山辺 素美（やまべ もとみ）。旧姓、影山（かげやま）。東京都板橋区常盤台出身。実践女子学園中学校、実践女子学園高等学校卒業。フリーランス。

## 来歴
父の知人が谷ナオミのマネージャーをしていた。そのような縁から、1974年の夏に谷ナオミの劇団が名古屋公演に行く当日の朝になって急遽団員の一人が事故で行けなくなったことで、その穴埋めに呼ばれる。当時は女優になる気は全く無く、夏休みのアルバイトのような軽い気持ちだったという。芸名もその時に決まり、名古屋へ向けて東名高速道路を移動していたことから「東」、二木てるみに似ているということと本名の素美の「美」から「てる美」と決まった。そのような経緯もあってその後業界入り。
ピンク劇団を経て1974年、『生贄夫人』で日活初出演。当初の谷とのコンビによるSMものから次第にアイドル的なポジションにシフトし、1976年の『禁断 制服の悶え』でトップ女優としての地位を確立。谷との不仲で日活を退社。『生贄の女たち』『天使の欲望』などにも出演した。『闇に白き獣たちの感触』では21歳にして監督デビューも果たしている。
その後、舞台やテレビドラマにも進出し「お金を払って私の裸を見に来て下さるファンに申し訳ない」として、舞台ではヌードを披露することがあったものの、テレビドラマでのヌードシーンは拒否していた。
テレビドラマに出演して数年が経ち、生放送のワイドショーで「ポルノ女優の東てる美さんが…」と連呼されたことがあり、直接テレビ局に抗議の電話を入れたことがある。「私は女優であってポルノ女優ではありません!」と苦情を申し入れたが、担当のレポーターにより「私は東さんがポルノ出身で名を挙げた方なのでポルノ女優と言っていたんです」と抗議の電話に反発するかの様に〈ポルノ女優〉と何回も連呼された。
1980年代以降は橋田寿賀子脚本作品に多く起用され、特に『心』の長谷川伸子役で有名になる。
白川和子・宮下順子・山口美也子・岡本麗・美保純らとともに「一般作でも成功した女優」の1人として活躍。
ポルノ引退後、元マネージャーで映画製作者の山辺信雄と結婚し、娘をもうけたが離婚。
シングルマザーとなり、女優業と並行で世田谷区二子玉川で漫画の古本店舗「まんが堂」を経営して事業家として成功する（チェーン店は一時期40店舗まで拡大し、店舗は2019年現在も営業中）。2016年には投資家仲間とロシアのセキュリティー大企業の共同出資を行うなど近年は女優業よりも実業家の方に重点を置いて活動しており、実業家としては、高級いちごの生産も行っている。
2007年、『特命係長 只野仁』にて、久々に激しいベッド・シーンを演じた。ただし裸身は後ろ姿に留まった。
2014年3月19日から開幕した小林旭主演の舞台「熱き心で突っ走れ」では小林演じる織田信長の母親役で出演予定だったが、「座長の小林さんから数々の暴言やいじめまがいの演技指導を受け、初日の4日前に一方的に降板させられた。人権無視だ」とフェイスブックで明かした。東は15日夜に制作側から降板を告げられ、「小林さんからの謝罪はありません」「今までの女優人生で最悪の出来事。クビなら補償しなければならないが、私の都合で降りたならその必要もない。小林さんのやり方はあまりにも汚い」と取材してきた各マスコミに答えている。同作のために東は4カ月間スケジュールを押さえており、補償などについて主催者側と交渉。小林の所属事務所は「その件についてはコメントできません」としている。
2018年5月、TBSの医療番組『名医のTHE太鼓判!』の企画で、人間ドックを受診。X線検査で左肺に影が見つかり、6月に受けた精密検査の結果、肺腺がんと診断された。ステージは1B。腫瘍が3センチ強と小さいためすぐに手術を受けることが可能で、医師からは「完璧に治る可能性が高い」と言われている。7月18日、がんの摘出手術を受け、肺の5分の1を切除。無事に手術は成功して、親友の渡部絵美が入院中の看病をしている映像が番組内でも紹介された。8月中旬に、リンパにもがん細胞が発見された。10月終わりから2019年1月末まで抗がん剤治療を受けた。2019年2月1日放送の『爆報! THE フライデー』出演時にがん切除後に再発防止の為に抗がん剤治療を開始していたことを明らかにしたが、髪が抜け落ちたり耳鳴りや体がだるくなるなど抗がん剤が体に合わず強い副作用に悩み、亡くなった東の母親も抗がん剤治療時には壮絶な闘病だった事をとても後悔して、東自身も今後は抗がん剤治療はしないことを決心して中止する意向だと番組内で話している。2019年2月13日には渡部絵美と一緒に『徹子の部屋』へ出演して自身の病気を黒柳徹子に話している。

## 人物
- 趣味はフラメンコ[14]。
- たばことお酒が大好きであったが、2018年の肺腺がんの手術時に麻酔効果の妨げになると医師から告げられて禁煙を始めた[14]。
- 実業家でもあり、渡鬼などドラマの役柄で派手な浪費家のイメージが強いが、実際はいきなり黄金伝説の「1ヶ月1万円生活」に数回出演参加するほどの質素・倹約家である。
- 娘は山辺江梨で「渡る世間は鬼ばかり」に「遠山遊」で出演していた。山辺有紀とは無関係。

## 出演

### テレビドラマ
NHK総合
- 大河ドラマ
  - おんな太閤記（1981年） - おみつ 役
  - 徳川家康（1983年） - お万 役
  - 春の波涛（1985年） - 仇吉 役
  - 春日局（1989年） - お勝 役
- 立花登・青春手控え（1982年）
- 連続テレビ小説
  - おしん（1983年） - 八代加代 役
  - すずらん（1999年） - 二宮富子 役
  - ゲゲゲの女房（2010年） - 松井靖代 役
- 銀河テレビ小説
  - お入学（1987年） - 横川牧子 役
- ドラマ新銀河
  - 名古屋お金物語（1995年） - 楠田涼子 役
- 夢みる葡萄（2003年） - 花村校長 役
- さよなら、アルマ（2010年） - 渡辺道子 役
- 胡桃の部屋（2011年） - 桧山礼子 役

日本テレビ
- 熱中時代 刑事編（1979年6月9日） - 石井百合子 役
- 火曜サスペンス劇場
  - 「松本清張スペシャル・一年半待て」（1984年） - 脇田静代 役
- 八百八町夢日記（1992年） - お銀 役
- 金田一少年の事件簿（1995年） - 加納りえ 役
- 慰謝料弁護士〜あなたの涙、お金に変えましょう〜（2014年） - 吉岡智枝 役

TBS
- 美しき殺意（1976年）
- 心（1980年 - 1981年） - 長谷川伸子 役
- 出逢い（1981年）
- ちょっといい姉妹（1981年 - 1982年）
- 橋田壽賀子ドラマ・結婚（1982年）
- 年ごろ家族（1983年） - 上月恵子 役
- 大家族（1984年） - 高倉朱実 役
- 東芝日曜劇場
  - 第1060回「あの日あなたは・・・」（1977年） 日曜劇場初出演
  - 第1076回「ソーラン」（1977年、北海道放送）
  - 第1100回「愛と人間」（1978年、RKB毎日放送）1100回記念番組
  - 第1191回「翔べイカロスの翼」（1979年）
  - 第1244回「夜の足音」（1980年）
  - 第1257回「新年の縁談」（1981年）
  - 第1275回「妻と夫の詩」（1981年）
  - 第1283回「娘の誕生」（1981年）
  - 第1308回「竹の春」（1982年）
  - 第1340回「さらば水着」（1982年）
  - 第1344回「花ふきん」（1982年）
  - 第1459回「ママ！メリークリスマス」（1984年）
  - 第1505回「東京の秋（前編） 家族ふたつ」（1985年） 1500回記念番組
  - 第1506回「東京の秋（後編） 愛、けれど－」（1985年）
  - 第1517回「同乗者」（1986年）
  - 第1529回「いいえ、別に…〜「愛の幻滅」より」（1986年）
  - 第1575回「明日の夜来ます」（1987年）
- 花王 愛の劇場
  - 家庭って?（1986年） - 連城一子 役
  - ああ家族（1987年）
  - ああ相続（1991年）
- 一家だんらん物語（1986年）
- おんなは一生懸命（1986年）
- となりの芝生（1989年） - 崎田時枝 役
- 渡る世間は鬼ばかり（全シリーズ）（1990年 - 2010年） - 小島（旧姓；小川→野々下）邦子 役
  - 渡る世間は鬼ばかり ただいま!!2週連続スペシャル （2012年9月17日・9月24日）
  - 渡る世間は鬼ばかり 2013スペシャル （2013年5月27日・6月3日）
  - 渡る世間は鬼ばかり 2019スペシャル （2019年9月16日）
- 源氏物語 上の巻・下の巻（1991年 - 1992年） - 女房・もみじ 役
- デパート!秋物語（1992年） - 良夫の母 役
- 家栽の人（1993年）
- ドラマ30（毎日放送）
  - 婚姻関係（1994年）
  - 離婚計画〜いつか愛したあなたへ〜（2000年）
- 女子刑務所東三号棟（1998年）
- ナショナル劇場50周年記念特別企画（2006年） - お柳 役
- 月曜ドラマスペシャル
  - 「和服デザイナー探偵1」（1997年） - 是沢優子 役
- 月曜ミステリー劇場
  - 「カードGメン・小早川茜1」（2000年） - 京極麗子 役
  - 「告発弁護士シリーズ4」（2003年） - 西沢藤代 役
  - 「税理士楠銀平の事件帳簿1」（2003年） - 犬飼鈴江 役
- 月曜ゴールデン
  - 「美食カメラマン 星井裕の事件簿3」（2012年） - 糸山景子 役
  - 「医師・円城寺修2」（2012年） - 加賀久恵 役

フジテレビ
- 意地悪ばあさん（1981年） - 牛山クラ子 役
- 同心暁蘭之介（1982年） - おぶん
- 世にも奇妙な物語 「我が家はどこだ」（1991年）
- 七人の敵がいる!〜ママたちのPTA奮闘記〜（2012年） - 水城小百合 役
- 金曜エンタテイメント
  - 「腕まくり看護婦物語4」（1995年） - 水上小夜子 役
  - 「噂の女人情詐欺師 早苗とたまき・涙の事件簿2」（1998年） - 笠原貴子 役
  - 「浅見光彦シリーズ8」（1999年） - 多岐川萌子 役
- 金曜プレステージ
  - 「ドクター小石の事件カルテ4」（2008年） - 柳井多美子 役
  - 「赤い霊柩車シリーズ25」（2010年） - 棚橋清子 役

テレビ朝日
- 鬼平犯科帳 第3シリーズ 第9話「梅雨の湯豆腐」（1982年） - お照 役
- 新・三匹が斬る! 第3話　「消えた女房、砂金地獄に咲いた花」（1992年） - 貞 役
- 名奉行 遠山の金さん 第4シリーズ 第25話「裏切りの矢!八丈島から来た女」（1992年） - お島 役
- オヤジ探偵（2002年） - 後藤静香 役
- 刑事部屋〜六本木おかしな捜査班〜（2005年） - 小宮山静 役
- 名奉行! 大岡越前（2006年） - お幸 役
- 新・京都迷宮案内（2007年） - 片山美千代 役
- 特命係長 只野仁（3rdシーズン）（2007年） - 井本麗子 役
- 赤川次郎ミステリー 4姉妹探偵団（2008年） - 小野田絹子 役
- 土曜ワイド劇場
  - 「変装捜査官・麻生ゆき2」（2005年） - 早乙女リカ 役
  - 「温泉 (秘) 大作戦4」（2007年） - 後藤久子 役
  - 「タクシードライバーの推理日誌26」（2010年） - 保坂志津代 役
  - 「ショカツの女〜新宿西署・刑事課強行犯係5」（2011年） - 細川さつき 役

テレビ東京
- 八丁堀暴れ軍団 第4話「白い肌は殺しの通行手形」（1979年） - お新 役
- ドラマ女の手記「看護婦日記」（1986年）
- 怨み屋本舗（2009年） - 轟花江 役
- サギ師 リリ子（2009年） - 松井憲子（おばちゃま） 役
- 男と女のミステリー時代劇（2016年） - おくに 役
- 水曜ミステリー9
  - 「ハマの子宝先生 24時殺意の産声」（2006年）
  - 「神楽坂署生活安全課3」（2007年） - 北尾玉枝 役
  - 「北アルプス山岳救助隊・紫門一鬼9」（2007年） - 山崎春代 役
  - 「街占師 〜北白川晶子の事件占い〜1」（2008年） - 堀内康子 役

### 映画
- 生贄夫人（1974年）
- 残酷・黒薔薇私刑（1975年） - 秋沢弓子 役
- 怪猫トルコ風呂（1975年） - 柿沼夏代 役
- 新妻地獄（1975年） - 夏子 役
- 黒薔薇昇天（1975年）
- 発禁 肉蒲団（1975年） - ぬい 役
- 花の女王蜂性狂乱（1975年）
- お祭り野郎 魚河岸の兄弟分（1976年） - 江本久美 役
- 禁断・制服の悶え（1976年） - 雨宮冴子 役
- トラック野郎・望郷一番星（1976年）
- 北の宿から（1976年） - 東畑玲子 役
- 性処女 ひと夏の経験（1976年） - ルリ子 役
- 宇野鴻一郎の濡れて立つ（1976年） - 佐瀬泰子 役
- 四畳半青春硝子張り（1976年） - てる代 役
- 突然、嵐のように（1977年） - 岡田早苗 役
- 日本人のへそ（1977年）
- 毒婦お伝と首切り浅（1977年） - 高橋お伝 役
- 喜劇役者たち 九八とゲイブル（1978年） - 浅草町子 役
- 生贄の女たち（1978年） - 江川玲子
- 闇に白き獣たちの感触（1978年、製作・監督・原作・音楽も担当）
- 天使の欲望（1979年） - 服部桂子 役
- (金)(ビ）の金魂巻（1985年） - 近藤久美子 役
- 風雲児 長者番付に挑んだ男（2005年）
- おしょりん（2023年） - 久々津きり 役[15]

### オリジナルビデオ
- 静かなるドン10（1996年）

### テレビ番組
- 東てる美のあなた眠っちゃいや!（1975年1月13日 - 9月29日、東京12チャンネル）
- 11PM（読売テレビ）（1978年6月 - 12月）
- 志村けんのだいじょうぶだぁ（フジテレビ）
- ライオンのごきげんよう（フジテレビ）
- 徹子の部屋（テレビ朝日）
- オールスター感謝祭（TBS）

’96秋のPeriod9でのボーナスクイズでは正解者1人だったが、隣の船越英一郎がいない時に、船越のキーパッドを押す不正行為を行ったため、賞金25万円は繰り越しとなり、賞金はPeriod10で10代目チャンピオンになった寺門ジモンの物となった。
- 土曜スペシャル（テレビ東京）
- 一枚の写真（フジテレビ）

### ラジオ
- Changeの瞬間 〜がんサバイバーストーリー〜（2023年4月23日・4月30日、朝日放送ラジオ）[16]

## レコード・CD
シングル
- 町をでてから/いさかいのあとに（ポリドール、1976年10月）
- 闇に白き獣たちの感触のテーマ/空中ブランコ（ミノルフォン、1978年9月25日）
- 60にして/揺れる満月（HANZO RECORD、2017年8月6日）c/wはHANZOとのデュエット
- 駅から徒歩5分/揺れる満月（テイチクエンタテインメント、2018年8月15日）HANZOとのデュエット

アルバム
- 風の伝言（ポリドール、1976年10月）
- 感触（ミノルフォン、1978年8月25日）2009年7月8日にCD再発売

## 写真集
- 『永久保存版写真集平凡パンチ’70 The Nude 高橋惠子 ひし美ゆり子 東てる美』（2012年4月26日、マガジンハウス）ISBN 978-4838724222
- 「Baronne」（1995年11月1日、スコラ）
- 「terumi」（1976年7月31日、ペップ出版）
- 「TERUMI IN BALI」COOLGUY8月号増刊（1977年8月15日、蒼竜社）
- 「NUDE 私生活」（1976年7月15日、近代映画社）